# Stéphane Munoz
Pour les articles homonymes, voir Muñoz.
Pas d'image ? Cliquez ici

a Compétitions nationales et continentales officielles uniquement.

b Matchs officiels uniquement.
Dernière mise à jour le 13 juin 2025.
Stéphane Munoz, né le 28 septembre 1991 à Draguignan (Var), est un joueur français de rugby à XV. Il évolue au poste de troisième ligne aile.

## Biographie
Né à Draguignan, Stéphane Munoz commence le rugby à XV au Rugby Club Draguignan avant de rejoindre le RC Toulon en cadets.
En 2015, il s'engage avec l'US Montauban,,. En 2017, il signe une prolongation de contrat de deux saisons avec le club. En 2019, il renouvelle une prolongation de contrat de deux saisons.

## Style de jeu
Son entraîneur en espoirs au RC Toulon, Stéphane Aureille, dit de lui : « Il a besoin de temps de jeu. Pour moi, c’est une pièce essentielle car il a la maturité que d’autres n’ont pas de par les épreuves qu’il a connues et une agressivité saine que peu de joueurs ont dans le club. C’est vraiment un guerrier. C’est un bon capitaine de touche, c’est lui qui les dirige et fait les annonces et il s’est amélioré dans le jeu aérien. Il a une énorme capacité à défendre, c’est un joueur qui est capable d’enchaîner quinze plaquages offensifs par match ! ».